# Thelgetra
Thelgetra is een kevergeslacht uit de familie van de boktorren (Cerambycidae). De wetenschappelijke naam van het geslacht werd voor het eerst geldig gepubliceerd in 1864 door Thomson.

## Soorten
Thelgetra omvat de volgende soorten:
- Thelgetra adusta (Burmeister, 1865)
- Thelgetra latipennis Thomson, 1864